# 小行星3444
小行星3444（英語：3444 Stepanian）是一颗围绕太阳公转的小行星。1980年9月7日，尼古拉·切爾尼赫在克里米亚发现了此天体。
这颗小行星的绝对星等为83.57437等。